# Campionati del mondo di ciclismo su pista 1957
I Campionati del mondo di ciclismo su pista 1957 (en.: 1957 UCI Track World Championships) si svolsero a Rocourt, in Belgio.

## Medagliere
| #      | Nazione     | Oro | Argento | Bronzo | Totale |
| ------ | ----------- | --- | ------- | ------ | ------ |
| 1      | Francia     | 2   | 1       | 1      | 4      |
| 2      | Italia      | 1   | 2       | 2      | 5      |
| 3      | Paesi Bassi | 1   | 1       | 1      | 3      |
| 4      | Belgio      | 1   | 0       | 0      | 1      |
| 5      | Svizzera    | 0   | 1       | 0      | 1      |
| 6      | Australia   | 0   | 0       | 1      | 1      |
| Totale | Totale      | 5   | 5       | 5      | 15     |

## Sommario degli eventi
| Eventi                            | Oro                     | Prestazione | Argento                    | Prestazione | Bronzo                          | Prestazione |
| Uomini Professionisti             |                         |             |                            |             |                                 |             |
| Velocità dettagli                 | Jan Derksen Paesi Bassi |             | Arie van Vliet Paesi Bassi |             | Roger Gaignard Francia          |             |
| Inseguimento individuale dettagli | Roger Rivière Francia   |             | Albert Bouvet Francia      |             | Guido Messina Italia            |             |
| Mezzofondo dettagli               | Paul Depaepe Belgio     |             | Walter Bucher Svizzera     |             | Graham French Australia         |             |
| Uomini Dilettanti                 |                         |             |                            |             |                                 |             |
| Velocità dettagli                 | Michel Rousseau Francia |             | Guglielmo Pesenti Italia   |             | Valentino Gasparella Italia     |             |
| Inseguimento individuale dettagli | Carlo Simonigh Italia   |             | Franco Gandini Italia      |             | Albertus Geldermans Paesi Bassi |             |